# یخچال تپه شمالی
یخچال تپه شمالی مربوط به دوران‌های تاریخی پس از اسلام است و در شهرستان بهشهر، بخش مرکزی، روستای حسین‌آباد واقع شده و این اثر در تاریخ ۱۰ خرداد ۱۳۸۲ با شمارهٔ ثبت ۸۸۱۳ به‌عنوان یکی از آثار ملی ایران به ثبت رسیده است.